# Wallfahrtskirche Handlab

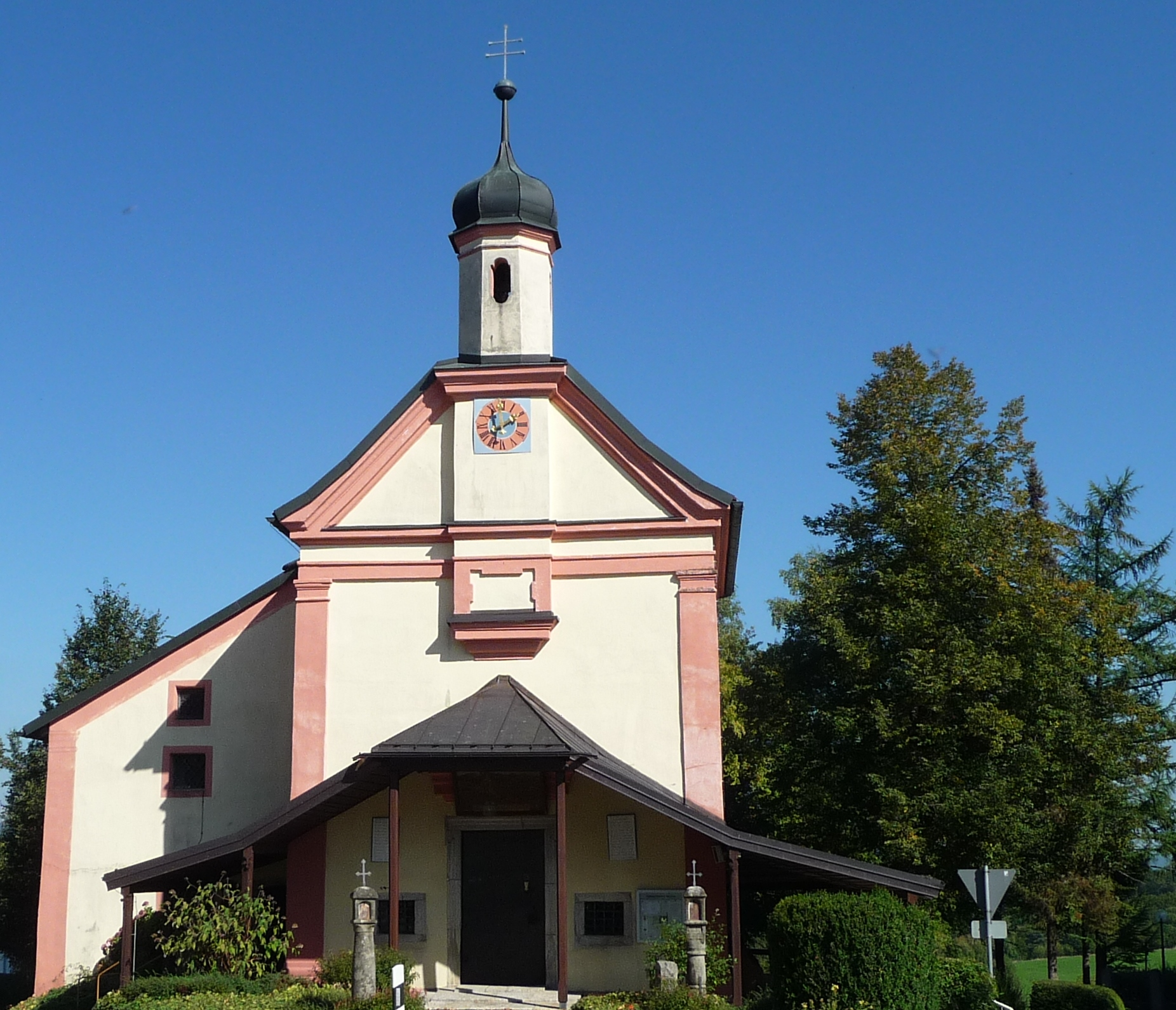
Wallfahrtskirche Handlab

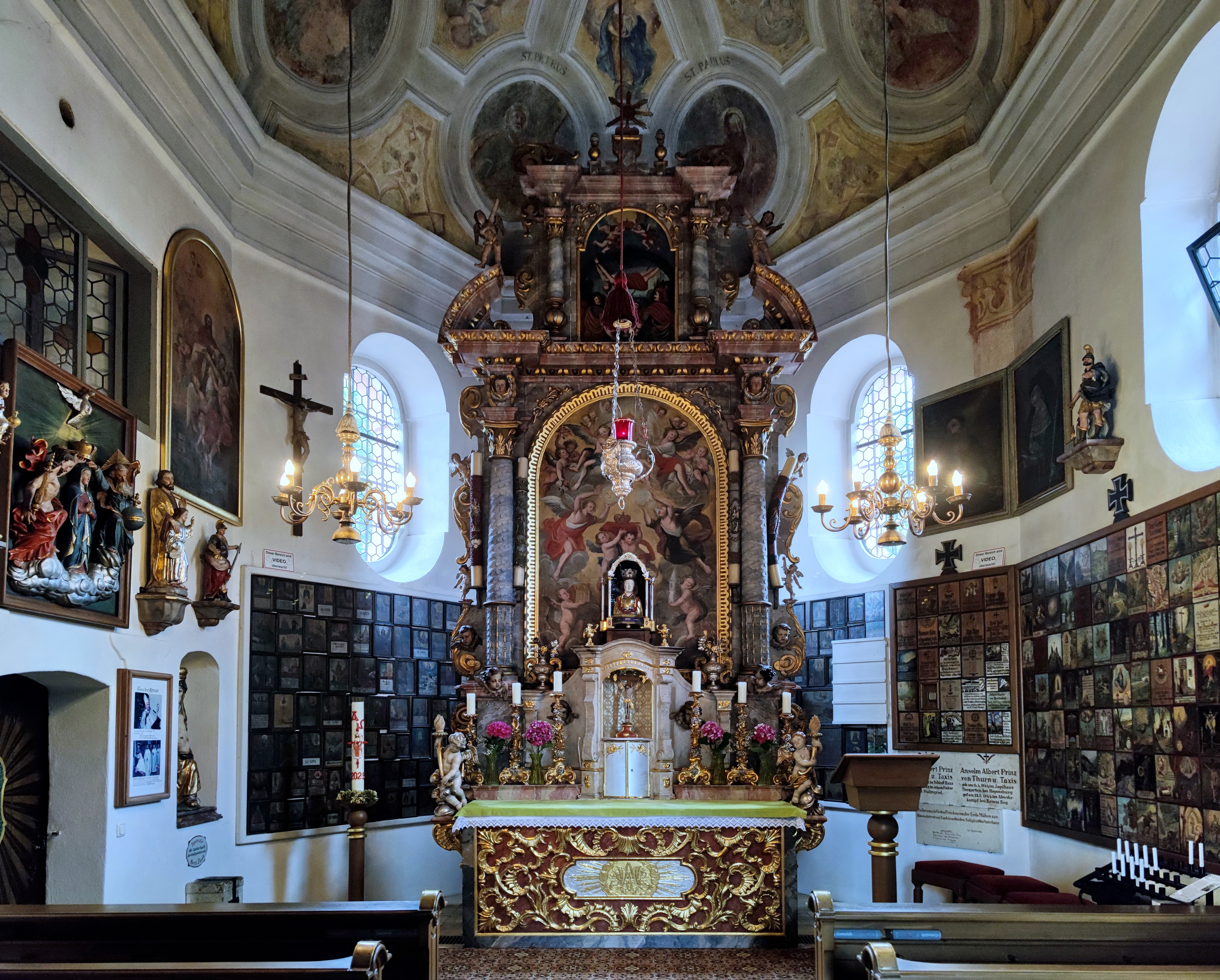
Wallfahrtskirche Handlab: Innenraum

Die frühbarocke Wallfahrtskirche Handlab im Ortsteil Handlab in der Gemeinde Iggensbach im Landkreis Deggendorf gehört zur Pfarrei Iggensbach im Bistum Passau. Sie ist der hl. Corona und der Himmelskönigin geweiht.

## Architektur
Die 1644 errichtete schlichte Saalkirche schließt mit einem polygonalen Chor und trägt auf der Portalseite einen Dachreiter mit Zwiebelhaube. Ein gedeckter Umgang und eine Außenkanzel dienen für Pilgergottesdienste.

## Ausstattung
Über 600 Votivtafeln erinnern an die Pilger mit ihren vielfältigen Anliegen. Der Altar im Stil der Spätrenaissance besitzt ein Bild, auf dem Engel Mariensymbole vorstellen. Vor der Kirche stehen zwei steinerne Bildstöcke vom Ende des 17. Jahrhunderts.

## Geschichte
Die Wallfahrt reicht nach unterschiedlichen Angaben bis ins 14. oder 15. Jahrhundert zurück. Im Barockzeitalter wurde die Kirche in ihrer jetzigen Form errichtet. Sie ist auch heute noch an bestimmten Tagen ein stark besuchter Wallfahrtsort.

## Brauchtum
Der Handlaber Frauentag ist ein Fest, das alljährlich an Mariä Himmelfahrt, dem 15. August, rund um die Wallfahrtskirche gefeiert wird. Jedes Jahr kommen dazu mehr als 10.000 Gäste. Der Tag beginnt mit einem Festgottesdienst um 9.30 Uhr am Freialtar bei der Wallfahrtskirche. Dann geht es zum Frühschoppen in den Schlemmer-Wirtsgarten und zur ersten Runde durch die Budenwelt.